# ولاد بسام (كلا الجنوبية)
ولاد بسام هو دُوَّار يقع بجماعة الشوافعة، إقليم القنيطرة، جهة الرباط سلا القنيطرة في المملكة المغربية. ينتمي الدوّار لمشيخة كلا الجنوبية التي تضم 13 دوار. يقدر عدد سكانه بـ 732 نسمة حسب الإحصاء الرسمي للسكان والسكنى لسنة 2004.

## روابط خارجية
- البوابة الوطنية للجماعات الترابية
- المندوبية السامية للتخطيط